# NGC 6012
NGC 6012 ist eine Balkenspiralgalaxie mit aktivem Galaxienkern vom Hubble-Typ SB(r)ab im Sternbild Schlange am Nordsternhimmel. Sie ist schätzungsweise 86 Millionen Lichtjahre von der Milchstraße entfernt und hat einen Scheibendurchmesser von etwa 50.000 Lj.
Das Objekt wurde am 19. März 1787 von Wilhelm Herschel mit einem 18,7-Zoll-Spiegelteleskop entdeckt, der sie dabei mit „F, iF, bM, 1.5′ diameter, between 2 bright stars“ beschrieb.